# Château de Lucé (Saint-Denis-du-Maine)
Le Château de Lucé est un château français situé à Saint-Denis-du-Maine, dans le département de la Mayenne et la région des Pays de la Loire. Il est situé  à 4 kilomètres au Nord du bourg.

## Désignation
Il est indiqué avec chapelle en ruine par Hubert Jaillot, et simple manoir par la Carte de Cassini.

## Histoire
Il s'agissait d'une seigneurie mouvant de Laval par la châtellenie de Meslay. 
Le château eut probablement de l'importance avant le XVe siècle, puisqu'une famille noble et ancienne, dont deux évêques de Maillezais, en prit le nom. 
La Famille Marest le renouvela au XVIIe siècle. Le 4 prairial an II, on y découvre et l'on confisque 13 quintaux de grain qui n'avaient pas été déclarés.
L'Abbé Angot indique que le Château est au centre de plantureuses prairies, un joli château dont la chapelle, récemment construite, élégante et de bon style ogival, forme une des ailes. Mgr Casimir Wicart passait chaque année quelques jours de villégiature à Lucé et célébrait dans la chapelle.

## Sources et bibliographie
- « Château de Lucé (Saint-Denis-du-Maine) », dans Alphonse-Victor Angot et Ferdinand Gaugain, Dictionnaire historique, topographique et biographique de la Mayenne, Laval, A. Goupil, 1900-1910 [détail des éditions] (BNF 34106789, présentation en ligne)